# Calliotropis stellaris
Calliotropis stellaris là một loài ốc biển, là động vật thân mềm chân bụng sống ở biển thuộc họ Calliotropidae.